# European Low Fares Airline Association
Die European Low Fares Airline Association (kurz ELFAA) war ein Verband, der europäische Billigfluggesellschaften von 2003 bis 2016 vertrat.

## Zwecke
- Politische Gebiete identifizieren, die auf die Low-Cost-Branche einwirken
- Regulierende Erlasse wirksam beeinflussen
- Die gemeinsamen Interessen seiner Mitglieder bei den verschiedenen europäischen Institutionen fördern
- Streckennetze der Mitglieder verbinden, damit Anschlussflüge sichergestellt werden können[2]

## Mitglieder
Die verbliebenen Mitglieder der ELFAA bis zum Zeitpunkt der Auflösung waren:
- easyJet
- flybe
- Jet2.com
- Norwegian Air Shuttle
- Ryanair
- Sverigeflyg
- Transavia
- Volotea
- Vueling
- Wizz Air
- British Airways
- Iberia

### Ehemalige Mitglieder
- Air Berlin
- bmibaby
- Hapagfly (jetzt TUIfly)
- HLX.com (jetzt TUIfly)
- SkyEurope
- Volare Airlines
- Sterling Airlines